# ピタゴラス (小惑星)
ピタゴラス (6143 Pythagoras) は小惑星帯に位置する小惑星である。エリック・エルストがラ・シヤ天文台で発見した。
ギリシアの数学者ピタゴラスから命名された。